# Bahnstrecke Güsen–Jerichow
| Bahnhof Jerichow 1999 |                      |                          |                          |
| Streckennummer: | 6884                 |                          |                          |
| Kursbuchstrecke (DB): | 263 (1999)           |                          |                          |
| Kursbuchstrecke: | 183k (1934)          |                          |                          |
| Streckenlänge: | 21,1 km              |                          |                          |
| Spurweite: | 1435 mm (Normalspur) |                          |                          |
| |                      |                          |                          |
| \| \| \| von Magdeburg \| \| \| \| 0,0 \| Güsen (Kr Genthin) \| Güsen (Kr Genthin) \| \| \| \| nach Ziesar \| \| \| \| \| Berlin–Magdeburg \| \| \| \| 2,3 \| Güsen Dorf \| Güsen Dorf \| \| \| \| Elbe-Havel-Kanal \| \| \| \| \| ehemaliges Betriebsgleis \| \| \| \| 3,9 \| Zerben \| Zerben \| \| \| 6,2 \| Parey \| Parey \| \| \| \| Pareyer Verbindungskanal \| \| \| \| 8,3 \| Neuderben \| Neuderben \| \| \| 10,6 \| Derben \| Derben \| \| \| 13,6 \| Ferchland \| Ferchland \| \| \| 17,3 \| Klietznick \| Klietznick \| \| \| \| von Genthin \| \| \| \| 21,1 \| Jerichow \| Jerichow \| \| \| \| nach Schönhausen (Elbe) \| \| |                      |                          |                          |
| Strecke |                      | von Magdeburg            | von Magdeburg            |
| Bahnhof | 0,0                  | Güsen (Kr Genthin)       | Güsen (Kr Genthin)       |
| Abzweig geradeaus und nach rechts |                      | nach Ziesar              | nach Ziesar              |
| Kreuzung geradeaus oben |                      | Berlin–Magdeburg         | Berlin–Magdeburg         |
| ehemaliger Haltepunkt / Haltestelle | 2,3                  | Güsen Dorf               | Güsen Dorf               |
| Brücke über Wasserlauf |                      | Elbe-Havel-Kanal         | Elbe-Havel-Kanal         |
| Kreuzung geradeaus oben (Querstrecke außer Betrieb) |                      | ehemaliges Betriebsgleis | ehemaliges Betriebsgleis |
| Betriebs-/Güterbahnhof Strecke ab hier außer Betrieb | 3,9                  | Zerben                   | Zerben                   |
| Bahnhof (Strecke außer Betrieb) | 6,2                  | Parey                    | Parey                    |
| Brücke über Wasserlauf (Strecke außer Betrieb) |                      | Pareyer Verbindungskanal | Pareyer Verbindungskanal |
| Bahnhof (Strecke außer Betrieb) | 8,3                  | Neuderben                | Neuderben                |
| Bahnhof (Strecke außer Betrieb) | 10,6                 | Derben                   | Derben                   |
| Bahnhof (Strecke außer Betrieb) | 13,6                 | Ferchland                | Ferchland                |
| Bahnhof (Strecke außer Betrieb) | 17,3                 | Klietznick               | Klietznick               |
| Abzweig geradeaus und von rechts (Strecke außer Betrieb) |                      | von Genthin              | von Genthin              |
| Bahnhof (Strecke außer Betrieb) | 21,1                 | Jerichow                 | Jerichow                 |
| Strecke (außer Betrieb) |                      | nach Schönhausen (Elbe)  | nach Schönhausen (Elbe)  |

Die Bahnstrecke Güsen–Jerichow war eine eingleisige Nebenbahn im heutigen Landkreis Jerichower Land in Sachsen-Anhalt. Von Güsen aus wird ein kurzer Abschnitt der Strecke im Güterverkehr betrieben.

## Streckenbeschreibung

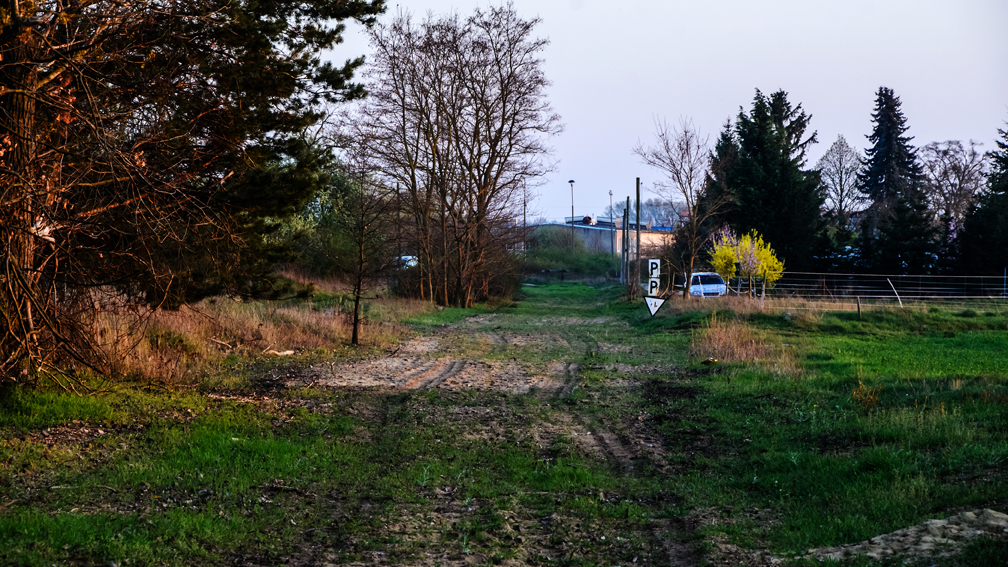
Trasse bei Parey, 2017

Die 21 Kilometer lange Strecke verband den Bahnknoten Güsen an der Bahnstrecke Berlin–Magdeburg mit der Kleinstadt Jerichow. In Güsen begann die Strecke im südlich der Bahnanlagen der Strecke Berlin–Magdeburg gelegenen Kleinbahnhof, der auch Ausgangspunkt Bahnstrecke Güsen–Ziesar war. Die Strecke nach Jerichow kreuzt östlich des Bahnhofs mit einer Überführung die Gleise in Richtung Berlin. Die Trasse verläuft östlich der Ortslage von Güsen, wo auch ein ortsnaher Haltepunkt bestand. Südlich von Zerben wird der Elbe-Havel-Kanal gekreuzt. Der Abschnitt bis Zerben wird weiterhin im Güterverkehr bedient. Die Strecke verlief nun nordwärts am östlichen Rand des Elbe-Urstromtals durch meist flaches, teilweise bewaldetes Land. Bei Parey überquerte die Strecke den Pareyer Verbindungskanal, die Brücke wurde 2015 abgerissen. Weiter führt die Trasse über Neuderben, Derben, Ferchland und Klietznick nach Norden. Südlich von Jerichow traf die Strecke auf die Bahnstrecke Genthin–Schönhausen und führte mit ihr gemeinsam in die Stadt. Der Bahnhof lag östlich des Stadtkerns.
Industrielle Anschließer an der Strecke waren bzw. sind:
- Betonschwellen Werk Güsen (Leonhard Moll Betonwerke · Werk Güsen[2] (noch aktiv, Stand Februar 2025)) – km 4,650
- VEB Metallleichtbaukombinat Werk Magdeburg, Werkteil Parey – MLK (aktuell: WIEGEL Parey GmbH & Co KG[3]) – km 6,750 bzw. km 7,195 (Gleise vor 2017 abgebaut)
- VEB Metallaufbereitung Magdeburg (bis 1945  – Wirtschaftliche Forschungsgesellschaft GmbH) (JK Schrotthandel Ferchland[4]) – km 12,3 bzw. km 13,4 (Gleise vor 2017 abgebaut)

## Geschichte

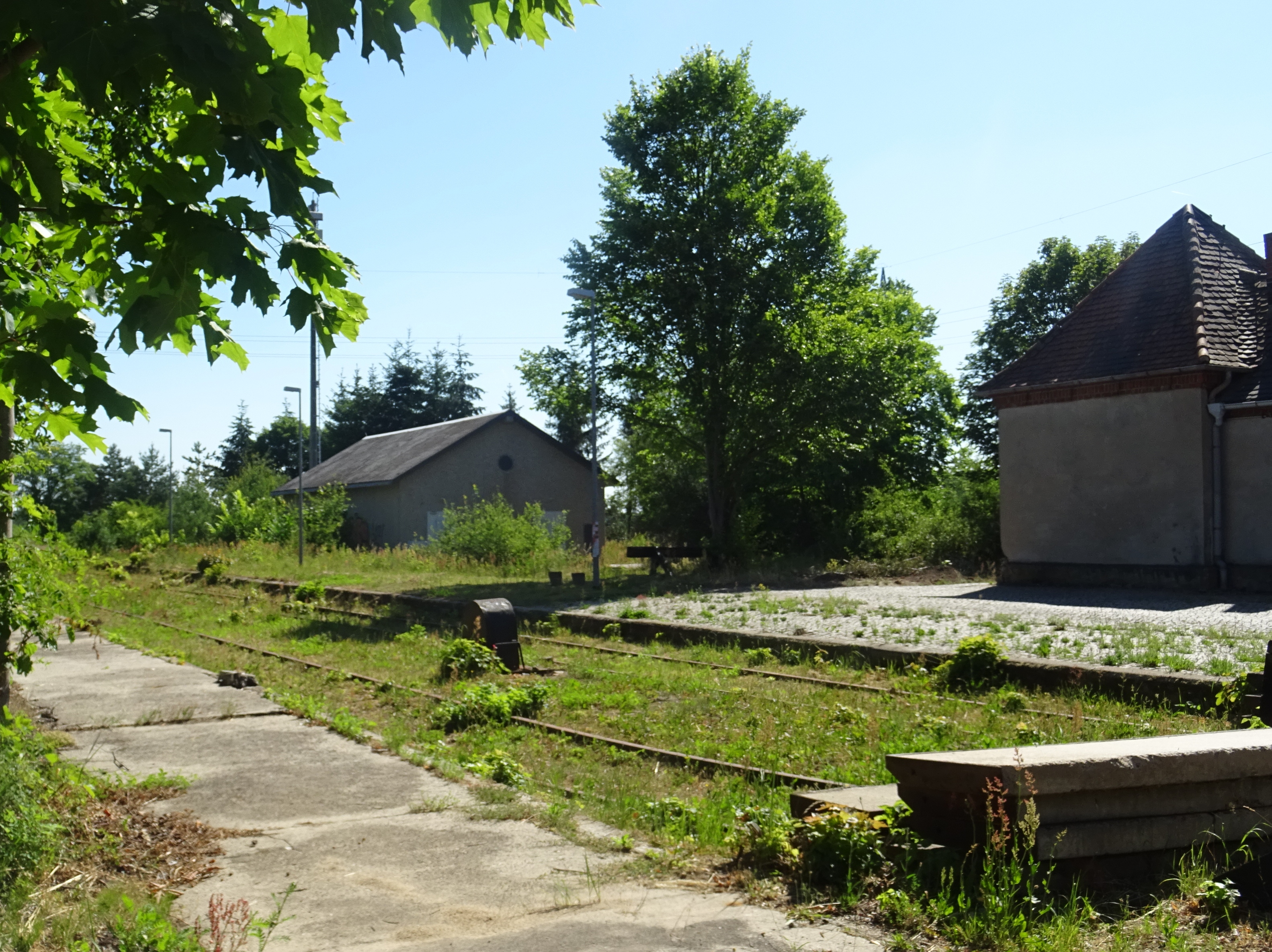
Anlagen des ehemaligen Kleinbahnhofs in Güsen, 2019

Am 2. April 1917 nahm die Ziesarer Kleinbahn AG die Strecke von Güsen nach Ziesar in Betrieb. Bereits 1899 war durch die Genthiner Kleinbahn AG die Strecke Genthin–Schönhausen eröffnet worden. Der Erste Weltkrieg wirkte sich nachteilig auf die Entwicklung beider Bahnen aus. Der Bau der schon seit längerem von den Dörfern südlich von Jerichow geforderten Verbindung zwischen beiden Bahnen verzögerte sich. Auch nach Beginn der Bauarbeiten im Frühling 1919 dauerte es weitere fünf Jahre, bis am 25. Oktober 1924 Züge auf der Strecke verkehren konnten. Offiziell waren die Bauarbeiten erst am 23. März 1925 beendet. Mittlerweile waren beide Bahngesellschaften am 28. März 1923 zur Kleinbahn AG Genthin–Ziesar mit Sitz in Genthin fusioniert.
Anfang der 1930er Jahre wurde ein Teil der Zugleistungen auf der Strecke durch kleinbahneigene Busse ersetzt. Von 1935 bis 1939 übernahmen sie den gesamten Personenverkehr auf der Strecke, erst nach Kriegsausbruch verkehrten wieder Personenzüge.

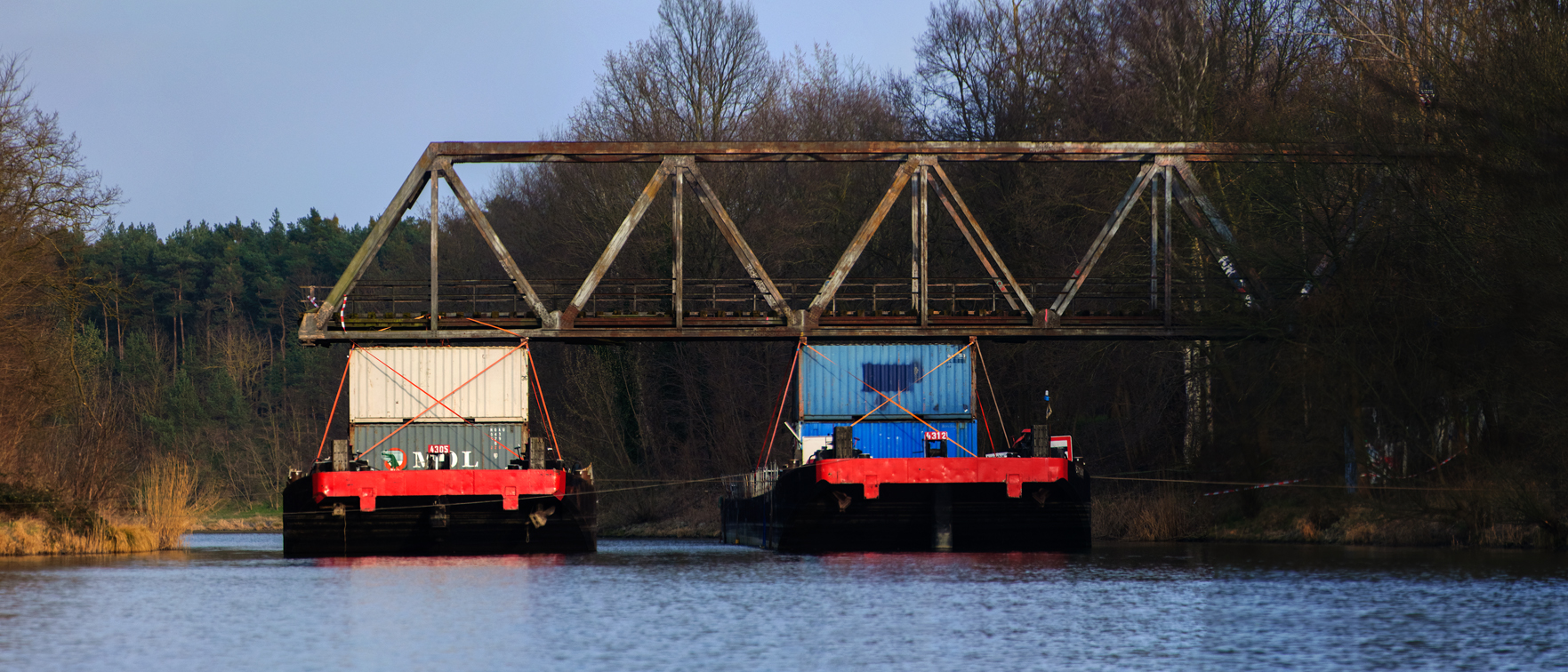
Abriss der Brücke Parey-Neuderben 2015

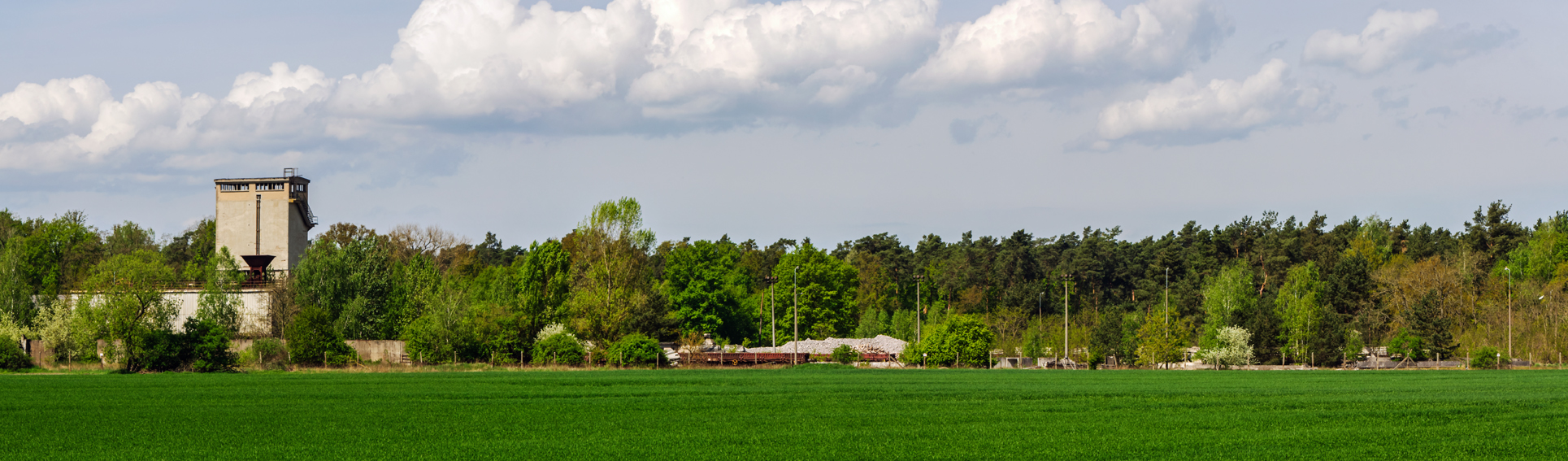
Anschluss Betonwerk Güsen 2019

Am 1. April 1949 wurde die Strecke in den Bestand der Deutschen Reichsbahn eingegliedert. Zum Kriegsende wurde die Brücke über den Elbe-Havel-Kanal zerstört. Sie konnte erst 1952 wiederaufgebaut werden. Bis dahin gab es Personenverkehr nur zwischen Jerichow und Neuderben. Nachdem der Verkehr auf der Gesamtstrecke wieder aufgenommen worden war, verkehrten zunächst sieben Zugpaare täglich.
Der Personenverkehr erfolgte seit den 1970er Jahren zumeist mit Schienenbussen, die bis zur Einstellung des Personenverkehrs 1999 auf der Strecke verkehrten, zuletzt als Baureihe 771 und 772 bezeichnet. Sie wurden im Bahnbetriebswerk Jerichow unterhalten. Während Ende der 1970er Jahre werktags noch bis zu elf Züge pro Richtung verkehrten, wurde in den 1980er Jahren das Angebot wieder auf etwa sieben Zugpaare ausgedünnt. 1995 wurde der Verkehr vertaktet und ein Zweistundentakt (mit einer Lücke vormittags) eingeführt. Zum 29. Mai 1999 wurde der Verkehr auf der Strecke durch das Land Sachsen-Anhalt abbestellt.
Der Güterverkehr zwischen Zerben und Jerichow war bereits zum 1. Januar 1994 eingestellt worden.
Am 1. Januar 2005 wurde die Bahnstrecke Güsen–Jerichow durch das Eisenbahnbundesamt stillgelegt. Allerdings blieb der vier Kilometer lange Abschnitt von Güsen bis Zerben als Bahnhofsnebengleis des Bahnhofes Güsen in Betrieb. Bis heute findet dort Güterverkehr zu einem Betonschwellenwerk statt. Zuvor wurde auch ein Metallbetrieb, welcher große Bedeutung bei der Herstellung von Gittermasten hatte, in Parey bedient.
Nördlich von Zerben ist die Strecke abgebaut.
Die Strecke war unter verschiedenen Kursbuchnummern verzeichnet. In der DDR trug sie lange die Nummer 708, bis zum Ende der Bedienung unter Regie der Deutschen Bahn die Nummer 263.